# Salacia pierrei
Salacia pierrei är en benvedsväxtart som beskrevs av N. Hallé. Salacia pierrei ingår i släktet Salacia och familjen Celastraceae. Inga underarter finns listade.